# Audrey Westphal
Audrey Westphal, nata Audrey Lorraine Westphall (Buffalo, 17 ottobre 1922 – Santa Monica, 6 febbraio 1999), è stata un'attrice e ballerina statunitense.

## Biografia

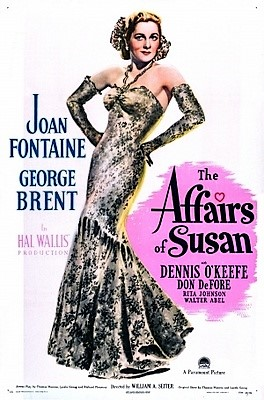
Locandina de Gli amori di Susanna (1945)

Nata nel 1922 a Buffalo, vi studiò e apprese anche la danza. Nel 1939, sperando di affermarsi nel mondo dello spettacolo, si trasferì a New York, dove conobbe e sposò nel 1940 un ballerino, Lewis Hightower (1917-1943). Il matrimonio finì già nel 1941 anche se non si arrivò al divorzio perché Hightower, chiamato alle armi, morì in guerra nel 1943.
Audrey aveva lavorato, dall'ottobre del 1940 al dicembre del 1943, in tre musical di Broadway. Fattasi così notare, le fu offerto di recitare nel cinema e Audrey si trasferì a Hollywood con la madre, nel frattempo divorziata. Non ebbe fortuna, perché recitò solo piccole parti in nove film.
L'esordio era avvenuto nel 1944 con L'avventura viene dal mare, protagonista Joan Fontaine, interprete principale anche del secondo film della Westphal, Gli amori di Susanna (1945), che ebbe piccole parti anche in Kitty e nel noto noir La dalia azzurra, con Veronica Lake e Alan Ladd. La sua carriera si concluse nel 1948 con Il verdetto, con Ray Milland e Florence Marly.
Audrey Westphal aveva sposato il 31 marzo 1945 David Friedkin (1912-1976), figlio di immigrati russi, scrittore e regista. Ebbero due figli, Gregory (1946), che fu anche attore e sceneggiatore, e Anthony (1949), che divenne un noto fotografo. Audrey Westphal morì nel 1999 a Santa Monica.

## Filmografia
- L'avventura viene dal mare (1944)
- Gli amori di Susanna (1945)
- Kitty (1945)
- The Stork Club (1945)
- La dalia azzurra (1946)
- Cieli azzurri (1946)
- L'uomo che vorrei (1948)
- Gypsy Holiday (1948)
- Il verdetto (1948)